# Кубок Тото 2025—2026
Кубок Тото 2025—2026 — 41-й розіграш Кубка Тото.

## Формат змагань
На першому етапі команди за географічним принципом поділені на дві групи по 5 учасників. Два переможці груп проходять до півфіналу, усі інші команди - до кваліфікаційних матчів.

## Груповий етап

### Група А
| Поз | Команда              | І | В | Н | П | ГЗ | ГП | РГ | О | Кваліфікація        |  | ХХФ | МБР | ІКШ | ІТІ | БНЕ |
| --- | -------------------- | - | - | - | - | -- | -- | -- | - | ------------------- |  | --- | --- | --- | --- | --- |
| 1   | Хапоель (Хайфа)      | 4 | 3 | 0 | 1 | 6  | 4  | +2 | 9 | 1/2 фіналу          |  |     |     | 0–1 |     | 1–0 |
| 2   | Маккабі Бней Рейне   | 4 | 2 | 0 | 2 | 9  | 9  | 0  | 6 | матч за 7-8 місця   |  | 3–4 |     |     |     | 4–2 |
| 3   | Іроні (Кір'ят-Шмона) | 4 | 2 | 0 | 2 | 4  | 4  | 0  | 6 | матч за 9-10 місця  |  |     | 1–2 |     | 2–1 |     |
| 4   | Іроні Тверія         | 4 | 1 | 1 | 2 | 4  | 4  | 0  | 4 | матч за 11-12 місця |  | 0–1 | 2–0 |     |     |     |
| 5   | Бней Сахнін          | 4 | 1 | 1 | 2 | 4  | 6  | −2 | 4 | матч за 13-14 місця |  |     |     | 1–0 | 1–1 |     |

### Група B
| Поз | Команда               | І | В | Н | П | ГЗ | ГП | РГ | О | Кваліфікація        |  | ХТА | ХАЄ | МНЕ | ХПТ | АШД |
| --- | --------------------- | - | - | - | - | -- | -- | -- | - | ------------------- |  | --- | --- | --- | --- | --- |
| 1   | Хапоель (Тель-Авів)   | 4 | 3 | 0 | 1 | 7  | 4  | +3 | 9 | 1/2 фіналу          |  |     | 3–0 |     |     | 2–0 |
| 2   | Хапоель (Єрусалим)    | 4 | 3 | 0 | 1 | 7  | 4  | +3 | 9 | матч за 7-8 місця   |  |     |     | 4–0 | 1–0 |     |
| 3   | Маккабі (Нетанья)     | 4 | 2 | 1 | 1 | 7  | 7  | 0  | 7 | матч за 9-10 місця  |  | 3–0 |     |     |     | 1–1 |
| 4   | Хапоель (Петах-Тіква) | 4 | 1 | 0 | 3 | 6  | 6  | 0  | 3 | матч за 11-12 місця |  | 1–2 |     | 2–3 |     |     |
| 5   | Ашдод                 | 4 | 0 | 1 | 3 | 2  | 8  | −6 | 1 | матч за 13-14 місця |  |     | 1–2 |     | 0–3 |     |

## Кваліфікаційні матчі

### Суперкубок Ізраїлю
| 13 липня 2025 19:30 (EEST) |

| Маккабі (Тель-Авів) | 1:2      | Хапоель (Беер-Шева)        |
| ------------------- | -------- | -------------------------- |
| - Пататі 62'        | Протокол | - 13' Е.Перец - 77' Альмог |

| Блумфілд, Тель-Авів Глядачів: 25 066 Арбітр: Гал Леві |

### Матч серед учасників єврокубків
| 19 липня 2025 20:30 |

| Маккабі (Хайфа) | 0:2      | Бейтар (Єрусалим)            |
| --------------- | -------- | ---------------------------- |
|                 | Протокол | - 51' Ацілі - 90+10' Кангані |

| Самі Офер, Хайфа Глядачів: 20 301 Арбітр: Гал Лейбович |

## Матч за 13-14 місця
| Команда 1      | Рахунок      | Команда 2   |
| -------------- | ------------ | ----------- |
| 16 серпня 2025 |              |             |
| Ашдод          | 2:2 пен. 4:5 | Бней Сахнін |

## Матч за 11-12 місця
| Команда 1             | Рахунок | Команда 2    |
| --------------------- | ------- | ------------ |
| 16 серпня 2025        |         |              |
| Хапоель (Петах-Тіква) | 3:2     | Іроні Тверія |

## Матч за 9-10 місця
| Команда 1         | Рахунок | Команда 2            |
| ----------------- | ------- | -------------------- |
| 16 серпня 2025    |         |                      |
| Маккабі (Нетанья) | 1:0     | Іроні (Кір'ят-Шмона) |

## Матч за 7-8 місця
| Команда 1       | Рахунок | Команда 2          |
| --------------- | ------- | ------------------ |
| 17 серпня 2025  |         |                    |
| Маккабі (Хайфа) | 0:2     | Маккабі Бней Рейне |

## Матч за 5-6 місця
| Команда 1           | Рахунок | Команда 2          |
| ------------------- | ------- | ------------------ |
| 17 серпня 2025      |         |                    |
| Маккабі (Тель-Авів) | 2:1     | Хапоель (Єрусалим) |

## 1/2 фіналу
| Команда 1           | Рахунок | Команда 2           |
| ------------------- | ------- | ------------------- |
| 16 серпня 2025      |         |                     |
| Хапоель (Беер-Шева) | 0:2     | Хапоель (Тель-Авів) |
| 18 серпня 2025      |         |                     |
| Бейтар (Єрусалим)   | 5:0     | Хапоель (Хайфа)     |

## Підсумкова таблиця
| М  | Клуб                  |
| -- | --------------------- |
| 1  |                       |
| 2  |                       |
| 3  | Хапоель (Беер-Шева)   |
| 3  | Хапоель (Хайфа)       |
| 5  | Маккабі (Тель-Авів)   |
| 6  | Хапоель (Єрусалим)    |
| 7  | Маккабі Бней Рейне    |
| 8  | Маккабі (Хайфа)       |
| 9  | Маккабі (Нетанья)     |
| 10 | Іроні (Кір'ят-Шмона)  |
| 11 | Хапоель (Петах-Тіква) |
| 12 | Іроні Тверія          |
| 13 | Бней Сахнін           |
| 14 | Ашдод                 |